# Mortal Kombat 3
A Mortal Kombat 3 (ismertebb nevén MK3) a harmadik része a hírhedt Mortal Kombat-sorozatnak, amit 1995-ben adtak ki, játéktermekben. A harmadik részt egy frissített kiadás, az Ultimate Mortal Kombat 3, majd később a Mortal Kombat Trilogy követte.

## Játékmenet
A Mortal Kombat 3-ban, mint a korábbi részekben, a játékmenet itt is kisebb változásokon ment keresztül. Az első lényeges újítás a "Futás" gomb, amivel a játékos futhat, bár így nem védheti ki az ellenfél ütéseit, illetve ezt a gombot hátramenetben nem tudja használni. A rajongók nagy negatívumnak tartották és feleslegesnek ítélték ezt az elemet. A másik lényeges újítás az újféle kombórendszer. A játékos több gomb lenyomásával egy gyors és erős ütéssorozatot vihet be, amivel nagyon megsebezheti az ellenfelet. Hogy a fejlesztők fokozzák a játékosok örömét, beépítettek négy nehézségi szintet, amit a játékos kedvére választhat ki a játék elején.
Bizonyos szintek interaktívak lettek, így ha a játékos erős ütést vagy valamiféle kombót mért az ellenfelére, az vagy egy szintet leesett vagy például a plafont szakította át. Így színesebbé és élvezetesebbé tették a játékot a fejlesztők.
A különböző kivégzések is visszatértek (Fatality, Babality és Friendship), valamint megjelent egy új változat az Animality, ami során a játékos egy állattá változik és úgy öli meg az ellenfelet.
A játék stílusa eltér az előző részekétől. A zenei témákat lelassították és módosították. A játék pályáit modern környezetbe helyezték, itt szerepelt először a három kiborg karakter is, valamint a többi szereplő is jelentős átalakításon ment keresztül. A játék ennélfogva sokkal sötétebb és komorabb lett, mint az előző részek. A karaktereket jobban digitalizálták. Itt használták először a 3D grafikát a háttérben, de ennek ellenére ezt az részt is két dimenziósnak tekintik.

## Karakterek

### Új karakterek
- Cyrax - A Lin Kuei klán kiborg-bérgyilkosa.
- Kabal - A Fekete Sárkány szervezet harcosa.
- Nightwolf - Amerikai őslakos sámán.
- Sektor - A Lin Kuei klán kiborg-bérgyilkosa.
- Sheeva - Nőstény Shokan, aki Shao Kahn-t szolgálja.
- Sindel - Edenia újjászületett királynője, aki Shao Kahn irányítása alatt áll.
- Stryker - Egy bűnmegelőzési szervezet tagja, rendőr.

### Visszatérő karakterek
- Jax - A Különleges Erők őrnagya, aki segít Sonya-nak letartóztatni Kanot-t.
- Kano - A Fekete Sárkány szervezet bérgyilkosa, aki Sonya és Jax elől menekül.
- Kung Lao - Shaolin szerzetes, aki Shao Kahn tervét akarja keresztülhúzni.
- Liu Kang - A Torna bajnoka, aki ismét segít az embereknek a harcban.
- Sonya Blade - A Különleges Erők főhadnagya, aki ismét Kano-t akarja elkapni.
- Sub-Zero - Lázadó Lin Kuei harcos, aki elmenekült a klán elől, mert nem akarta, hogy kiborggá alakítsák.
- Shang Tsung - Shao Kahn gonosz varázslója.
- Smoke - A Lin Kuei klán kiborg-bérgyilkosa, aki egykor Sub-Zero közeli barátja volt.

### Főellenfelek
- Motaro
- Shao Kahn

### Rejtett karakterek
- Noob Saibot
- Smoke

## Történet

### Sindel újjászületése
Shao Kahn-t legyőzték. A Föld bajnoka, Liu Kang végül legyőzte őt egy szabályos küzdelemben. Erre azóta nem volt példa, mióta csak a császár elfoglalta a Sárkánykirály trónját. Shao Kahn ezért mérhetetlenül dühös volt, és a sikertelenségért legfőbb varázslóját hibáztatta. Shang Tsung tudta, hogy a császár megöli őt, hacsak nem áll elő egy eddig mindennél jobb tervvel. Szerencséjére már évekkel azelőtt kigondolta azt a tervet.
Mikor Shao Kahn elé járult, Tsung azonnal belekezdett magyarázatába. Kahn különös módon nem ölte meg azonnal ahogy meglátta, és miután a varázsló befejezte mondanivalóját, az uralkodó beleegyezett a kivitelezésébe. A terv maga egyszerű volt: a csapdába esett volt királynő, Sindel lelkét a Földi Birodalmon belül hozzák vissza az életbe, így a császár átlépheti a birodalmakat elválasztó átjárókat, hogy visszaszerezhesse magának feleségét. Ezt még az Idősebb Istenek sem tagadhatták meg tőle.
Kahn, hogy csökkentse a bukás kockázatát, megnövelte Tsung erejét. A varázsló pedig rögtön munkához látott. Elment az Árnybirodalomba hűséges szolgájával Reptile-lal és felvette a kapcsolatot Quan Chivel. A nekromanta az évekkel azelőtti egyezségük értelmében köteles volt neki segíteni a halott királynő feltámasztásában. Chi találkozott vele és átadta neki a szükséges tudást, de nem ment el a Külső Világba elvégezni a rituálét. Tsung kelletlenül, de elfogadta a segítséget, ezzel pedig elismerte, hogy Quan Chi többé nem az adósa. Tsung visszatért saját birodalmába, majd a császár legnagyobb varázslóinak, az általa vezetett Árnyékpapok segítségével visszahozta Sindelt az életbe. A királynő a Földön éledt fel, pontosan olyan állapotában mint amilyenben volt a halálakor. Tsung azt is elintézte, hogy lelkét gonoszság fertőzze meg, lojális legyen Shao Kahnhoz, régi életéből szinte semmire se emlékezzen.
Miután a rituálé befejeződött, Tsung jelentette a sikert urának. Shao Kahn elégedett volt, végre esélye lett megszerezni a Földet. A királynő feléledése után azonnal bejelentette igényét az Idősebb Isteneknek arra, hogy elhozhassa a feleségét a Földről. Az istenek nem tagadhatták meg tőle a kérését. Shao Kahn így elindult a Földre és útközben magával vitte a hadseregét is...

### A vég kezdete
A Külső Világban rendezett Torna után a földi harcosok aggodalmas hírekkel érkeztek: tudták, hogy Shao Kahn meg akarja támadni a Földet, de nem tudták hogyan akarja ezt kivitelezni. Miután azonban Sindel feléledt, Raiden felismerte a császár tervét és ezért amilyen gyorsan csak tudta, figyelmeztette a harcosait.
Először Liu Kangnek és Kung Laonak jelent meg. Tudatta velük a helyzetet, és utasította őket arra, hogy utazzanak az USA nyugati partjára, ahol Raiden a harcosait gyűjtötte egybe. A két shaolin szerzetes így kénytelen volt letenni azon terveikről, hogy újjászervezzék az elpusztult Fehér Lótusz Társaságot, és útra kerekedtek a megadott hely irányába.
Másodikként Raiden Johnny Cage-et értesítette. A színész ekkor már újra egyik filmjét forgatta, bár tudta, hogy a Külső Világ fenyegetése nem múlt el. Viszont a szerződése kötelezte... Raiden felbukkanása után azonban felfüggesztette a forgatást és megkezdte az előkészületeket, hogy készen álljon a támadásra. Mivel a viharisten az ő tartózkodási helyét jelölte meg a Kiválasztott Harcosok gyülekezőhelyéül, ezért erre bőven maradt ideje. Cage nem tudta, de valójában azért hívta oda Raiden a bajnokait, mert Tsung varázslatának köszönhetően arafele volt várható Sindel felbukkanása.
Utolsóként az isten Jax és Sonya előtt bukkant fel. Őket már nem kellett figyelmeztetnie, tudták azok anélkül is milyen veszély fenyeget. Sonya még a raboskodása alatt tudta meg Tsung tervét. Ezért visszaérkezésük után a páros azonnal Washingtonba utazott, hogy figyelmeztessék a kormányukat a közelgő veszélyre, de senki sem hitt nekik. Kénytelenek voltak saját maguk készületeket tenni a támadás esetére. Jax visszament abba a bázisba, ahol először futott össze Kanoval és visszacsatoltatta a karjára az erőnövelő bionikus implantátumokat.
Raiden már nem tudott több embert értesíteni a veszélyről, mert ekkor már Sindel új testében életre kelt a Földön, Shao Kahn pedig már elindult. A császár mindent egy lapra tett fel. Tudta hogy gyorsnak kell lennie mielőtt az Idősebb Istenek közbeavatkozhatnának. Amint megnyílt előtte az átjáró, átküldte rajta Tsungot és az Árnyékpapokat, majd közvetlenül követte őket. Abban a pillanatban ahogy megérkezett a Földre, Shao Kahn azonnal elnyelte több milliárd ember lelkét, az Árnyékpapok pedig Tsung irányításával megkezdték a két birodalom eggyé olvasztását.
Kísérletük sikerrel járt, az Idősebb Istenek nem tehettek semmit, mire feleszméltek, a két birodalom már megkezdte az egyesülést. Raiden, mivel már nem a Földön tartózkodott hanem félig-meddig a Külső Világban, kénytelen volt visszatérni a Mennybe. A viharisten megkérte feljebbvalóit, hogy engedjék visszamenni a Földre, de ezt megtagadták tőle. Ekkor azt kérte, hogy hadd választhasson ki pár harcost, akik képviselhetik a Földi Birodalmat egy utolsó, mindent eldöntő Halálos Viadalon. Az Idősebb Istenek beleegyeztek ebbe.
Raiden átfésülte az egész bolygót, hogy a túlélők között megtalálja azokat, akik képesek lehetnek megállítani a külső világi inváziót. Alig egy maroknyi embert talált, akik alkalmasak voltak erre. A viharisten látomás formájában közölte velük, hogy mi történt és azt, hogy ők mind Kiválasztott Harcosok lettek, Raiden megvédi a lelküket Shao Kahntól. Viszont az életükért maguknak kell harcolniuk. Ennek ellenére mindenáron le kell győzniük a császárt, ha nem akarják a Földet örökre a Külső Világ részeként tudni. Az isten ezután bejelentette: lemond isteni voltáról, majd halandóként leszállt a Földre, hogy ő is segítse az embereket a végső háborújukban.

### A Kiválasztott Harcosok
A Kiválasztott Harcosok közé választódtak az addigi résztvevők is: Johnny Cage, Liu Kang, Kung Lao, Jackson Briggs, Sonya Blade, Sub-Zero és Smoke is. Közülük Cage helyzete volt a legsajátságosabb. A színész áldozatul esett Shao Kahn első támadásának, viszont a császár nem tudta elnyelni a lelkét, az védve volt tőle mivel Cage részt vett a győztes külső világi tornán. Teste viszont meghalt még mielőtt a két birodalom közötti egyesülés megkezdődött volna, viszont amikor az Árnyékpapok megkezdték a folyamatot, érdekes módon a színész utat talált vissza a Mennyből a testébe, ami még jóformán ki sem hűlt a támadás után. Miután így sikeresen visszatért az életbe, Cage mindent megtett, hogy segíthessen a barátainak megállítani a fenyegetést annak ellenére, hogy tudta, ha győznek, neki ismét vissza kell térnie a halottak közé.
Az első új Harcos a Kiválasztottak közül egy olyan ember volt, aki sose hitte volna el Raiden mondanivalóját, ha nem látja a császár által okozott pusztítást a saját szemével. Ő volt Kurtis Stryker, egy New York-i rohamosztagos rendőr. Stryker értetlenül állt a városon végigsöprő haláláradat előtt, amikor Raiden közölte vele mit kell tennie. Stryker ezért elindult nyugat felé, hogy csatlakozzon a társaihoz, de sosem ért el oda. Útja során többször is találkozott Kahn csapataival, akiket mind sikeresen legyőzött, de ez annyira feltartotta, hogy mire elérte volna a nyugati partot, addigra már minden eldőlt...
A második új Kiválasztott egy amerikai őslakos volt. Nightwolf egész életében népe történelmét és kultúráját tanulmányozta, történész diplomája mellett ő volt törzse sámánja és egyben legkiválóbb harcosa is. Mikor az invázió megkezdődött, Raiden őt találta meg és figyelmeztette elsőként. Nightwolf a látomás után azonnal egy varázslatba kezdett, ami segítségével egy védőburkot vont népe földje köré, ez megvédte őket attól hogy Kahn felfedezze őket és elvegye a lelküket. Miután a varázslatot befejezte, Nightwolf elindult a többiek után, de Strykerhez hasonlóan ő sem érkezett meg mielőtt a viadal befejeződött volna.
A harmadik amerikai harcos kevés hasonlóságot mutatott a rendőrhöz vagy a sámánhoz. Kabal a Fekete Sárkány tagja volt, akárcsak Kano. Soha életében nem volt olyan ember, akit hősnek lehetett volna mondani, nem is ezért csatlakozott a Fekete Sárkányhoz. Viszont amikor Raiden üzenete után Kahn csapatai megtámadták és majdnem megölték, megesküdött, hogy nem hagyja magát. Bár haldoklott, de sikerült csatlakoztatnia szervezetét egy légzőkészülékhez, ami segítségével életben tudott maradni, viszont egész hátralévő életében ehhez a géphez volt kötve. Miután összeszedte erejét elindult a kihalt Földön és megküzdött minden egyes külső világi osztaggal amivel csak szembetalálkozott. Nem sietett a találkozóhelyre, és nem is ért oda mielőtt a dolgok befejeződtek volna.

### Kiborgok és kitaszítottak
A Földre való visszatérésük után Sub-Zero és Smoke kénytelen volt jelenteni a Lin Kuei Nagymesterének, hogy nekik sem sikerült megölniük a célpontjukat, Shang Tsungot. A Nagymester dühös volt az újabb sikertelenség miatt, viszont a bukásért a hagyományos halálbüntetés helyett más sorsot szánt a két barátnak. Mivel nem akart elvesztegetni két ilyen jó adottságokkal megáldott harcost, ezért kötelezte őket, hogy vegyenek részt a klán kiborg-ninja programjában. Ezzel gyakorlatilag lelketlen gyilkoló gépezetté alakították volna őket, akik a programjuknak megfelelően mindenben engedelmeskedtek volna a parancsoknak.A klán összes többi tagja kiborg ninja volt.
Sub-Zero és Smoke nem akart részt venni ebben, ezért elhatározták, hogy megszöknek. Sikerült elhagyniuk a Lin Kuei főhadiszállását, de nem jutottak messzire. Egy csoport kiborg ninja utolérte és megállította őket. Visszavitték őket a bázisukra. Smoke-ot azonnal alávetették az átalakító folyamatnak, ő lett a következő kiborg a klán szolgálatában. Sub-Zeronak viszont sikerült újból megszöknie. Hogy biztosítsák az elfogását vagy likvidálását, a klán újabb csapat kiborgot küldött utána, Smoke-ot, Cyrax-et és Sektort. Ez éppen csak az invázió kezdete előtt történt.
Sub-Zeronak, mint Kiválasztott Harcosnak megmaradt a lelke és az élete is az invázió kezdetekor. Legnagyobb sajnálatára azonban üldözői sem haltak meg, mivel az átalakítás következtében már nem volt lelkük, így semmi sem akadályozta meg őket, hogy folytassák a programjukban meghatározott üldözést. Ezért Sub-Zeronak, mielőtt még teljesíthette volna Raiden utasításait, meg kellett valahogy szabadulnia üldözőitől.
A három kiborg közül a ninja először volt barátjával találkozott. Smoke a programjának megfelelően rátámadt Sub-Zerora. Küzdelmük alatt a renegát ninja folyamatosan próbálta meggyőzni barátját, hogy küzdjön a program ellen, ez végül sikerült is. Smoke rátalált elveszett lelkére és felülírta a Lin Kuei utasításait. A kiborg csatlakozott barátjához, hogy segítsen megállítani a másik két üldözőt.
Az első akivel szembekerültek, Sektor volt. Sektor volt az első önkéntese a programnak, és érdekes módon ő bizonyult később a legsikeresebb kísérletnek. Sektor meghalt az átalakítás alatt, lelke örökre eltűnt, csak a programja maradt. Ezért a két barátnak esélye sem volt, hogy le tudja beszélni szándékáról, kénytelenek voltak megküzdeni vele. Legyőzték Sektort, és úgy hitték, hogy sikerült teljesen tönkretenniük őt. Valójában csak kritikusan megsérült, de működőképes maradt.
A második kiborg gyorsan bukkant fel az első után. Cyraxet, a program második önkéntesét egyesült erővel könnyűszerrel legyőzték, viszont nem semmisítették meg. Mivel Cyraxnek sem volt lelke, ezért Shao Kahn nem volt képes őt érzékelni. Ez adta az ötlete Sub-Zeronak, hogy Smoke rendszere segítségével programozzák át a kiborgot és küldjék el a császár megölésére. Smoke megtette amit a barátja kért. Cyrax az újraaktiválás után elindult hogy teljesítse az új parancsokat, azonban egy sivatagba érve beleesett egy homokcsapdába és mivel nem tudott kimászni, leállította a fő rendszereit.
Sub-Zero és Smoke az üldözőiktől való megszabadulás után elindultak hogy megállítsák Shao Kahnt. Útjuk során megtámadta őket a császár egyik tisztogató csapata és különválasztotta őket. Sub-Zero elmenekült ugyan, Smoke-ot viszont elfogták és trófeaként visszavitték a császári palotába. Itt elhelyezték egy kincstárban. Mivel nem tudott kijutni onnan, leállította a rendszereit, és úgy is maradt addig, amíg egy régi ismerőse évekkel később meg nem találta...
Sub-Zero az elválásuk után tehetetlenül nézte, amint barátját elviszik, de nem tudott tenni ellene semmit. Ezért inkább folytatta útját Liu Kang felé, hogy támogassa a bajnokot a császár elleni küzdelmében. Sikeresen eljutott a császári palotához, ahol segített a Kiválasztottaknak eljutni Shao Kahn színe elé, és szemtanúja volt a végső összecsapásnak is ami eldöntötte a Föld sorsát...

### Az áruló bukása
A Fekete Sárkány vezetője, miután elszökött Jaxtől és Sonyától a külső világi Tornát követő zűrzavarban, egyedül találta magát ellenséges harcosoktól körülvéve. Elfogták, és a császár színe elé vezették, hogy az döntsön a sorsa felől. Shao Kahn megkérdezte tőle, hogy miért kellene őt életben hagynia, mire Kano azt felelte, mert ő segíthetne neki a Föld elleni háborúban. Megtaníthatná seregének hogyan kell használni a fejlett technológiájú földi fegyvereket, miáltal még hatékonyabbak lehetnének a harcokban.
Shao Kahn először nem hitt neki, nem hitte el, hogy Kano hajlandó volna elárulni az egész faját. Shang Tsung viszont, aki már régebb óta ismerte Kanot, biztosította urát arról, hogy az képes lenne bárkit szolgálni, ha az érdeke úgy szolgálja. Shao Kahnt ez meggyőzte, szolgálatába fogadta a földit, aki szavát tartva megtanította a harcosainak a földi fegyverek kezelését.
Az invázió alatt Kano vezetett egy tisztogató egységet a Földön. Egy őrjáratuk alatt összefutottak a két Különleges Alakulatból való ügynökkel, Sonyával és Jaxszel. Azok ketten azonnal megtámadták a külső világi csapatot, mivel mindkettőjüknek volt elszámolni valója az áruló Kanoval.
Jax az új karjainak köszönhető ereje segítségével feltartóztatta az ellenséges csapatot, míg a társa, Sonya bekergette Kanot egy banképületbe. Az üldözés egészen a tetőig folytatódott, ahol Kano már nem tudott tovább menekülni, kénytelen volt megküzdeni a nővel. A harc során Kano kerekedett felül a dühtől elvakult Sonyán, neki tudta lökni egy kőszobornak. Sonya ájultnak tettette magát, és amikor Kano odament hozzá, hogy a hajánál fogva lehajítsa az épületről, Sonya a lábaival megragadta Kanot a nyakánál fogva, és áthajította ellenfelét a párkányon. Kano lezuhant a mélybe...
Sonya visszaérkezve az utcára Jaxet a külső világi harcosok holttestei mellett találta. Elmondta mi történt a tetőn. Szerette volna, ha megbizonyosodnak arról, hogy Kano tényleg meghalt-e, de Jax ragaszkodott ahhoz, hogy induljanak rögtön a császári palota felé. Sikerült meggyőznie Sonyát, így a két társ elindult a végső összecsapás helye felé. Csatlakoztak Liu Kangékhez, ők is látták az utolsó küzdelmet. Nem tudták akkor még, de Sonyának volt igaza: meg kellett volna bizonyosodniuk arról, hogy a Fekete Sárkány vezére tényleg halálra zúzta-e magát...

### Kémek
Mint az előző kettő Halálos Viadalon, ezúttal is voltak olyan harcosok a félig Külső Világhoz tartozó Földön, akik nem tartoztak egyik küzdő fél tagjai közé sem igazán. Közülük ketten parancsot teljesítettek, ketten pedig a helyüket keresték a káosz közepén.
Az első harcos, aki nem akart beleavatkozni az eseményekbe nem volt más, mint a bosszúálló szellem, Scorpion. Mikor Shao Kahn megkezdte az egyesítést, rengeteg ember halt meg. Sokuk lelkének az Árnybirodalomba kellett volna kerülnie, viszont a császár megakadályozta őket ebben, magába szívta őket. Viszont pár átjáró nyitva volt, hogy az elvileg hatalmas forgalmat ki tudja elégíteni. Scorpion a pokolban rátalált az egyik ilyen átjáróra és kihasználta az alkalmat, hogy visszatérhessen a Földre.
Visszatérvén az élők világába a halott ninja céltalanul járt a világban, nem szövetkezett egyik oldallal sem. Visszatérését azonban megérezte az egyik Árnyékpap, aki értesítette erről a császárát. Shao Kahn tudta, hogy Scorpion személyében értékes harcosra tehetne szert, ezért felajánlotta neki, hogy ha szolgálja őt, visszaadja az életét. Scorpion ráállt az alkura.
Shao Kahn kinevezte a szellemet az egyik tisztogatócsoport élére és elküldte Kínába. Itt Scorpion megtudta, hogy a célpontja valójában Sub-Zero lenne, régi ellenségének öccse. Mivel Scorpion az előző Tornán megfogadta, hogy nem engedi, hogy a Lin Kuie-harcosnak bántódása essék, a csapata ellen fordult és megölte őket. Ezután a császártól kapott új képessége segítségével nyitott egy átjárót Sub-Zero előtt, aki a Smoke-tól való elszakadás után egy utat próbált keresni az invázió közepe, az USA nyugati partja felé. Sub-Zero átlépett a portálon, bár nem tudta, hogy az hogyan került oda, de azt érezte, hogy közelebb viszi a célja felé. Így tudott ő is és Scorpion is ott lenni a végső ütközetnél.
Miután az Árnyékvilágban Shinnok érzékelte, hogy mi történik a Földön, kiküldte két ügynökét, hogy gyűjtsön információkat az ott történtekről. Az első Noob Saibot volt, a sötét testtel és még sötétebb lélekkel rendelkező Árnyéktestvér. Noob azt a parancsot kapta, hogy segítse a Külső Világot az invázióban. A sötét harcos jelentkezett is a támadó hadseregbe, ahol gyorsan befogadták, emlékeztek még rá az előző Tornáról és érezték rajta a gonoszságot.
Noob kitartóan harcolt a császár hadseregének oldalán egészen addig, míg a támadók főparancsnokát le nem győzte Liu Kang. Ekkor azt a parancsot kapta Shinnoktól, hogy segítsen a földieknek az egyre gyengülő Kahn ellen. Noob elindult a palota felé és titokban, még a Kiválasztott Harcosok csapata előtt igyekezett minél jobban megtisztítani az utat, de közben ügyelt, hogy ne legyen túl feltűnő azok számára a megfogyatkozott őrség. Az utolsó összecsapást titokban, az árnyékok közül nézte végig.
Shinnok második ügynöke Kitana klónja, a meggyilkolt hercegnő, Mileena volt. Őneki teljes titokban kellett maradnia, a kitaszított isten szigorúan megtiltotta neki, hogy jelentősen beavatkozzon az eseményekbe, az Noob Saibot feladata volt. Mileenának legfőképp új adottsága, a „testvérének” gondolataiba való belelátás segítségével kellett tájékoztatnia gazdáját Kitana minden lépéséről. Shinnok így tudta meg amikor a háborúban bekövetkezett a döntő fordulat, a támadó seregek parancsnokának bukása. Ekkor utasította Noobot a pálfordulásra. Mileena ezután visszatért az Árnybirodalomba, a végső ütközetnek csak Kitana gondolatain keresztül volt tanúja.
Az utolsó renegát harcos nem az Árnybirodalomból érkezett. Rain a Külső Világból jött, de valójában Édeniából származott. Apja Jerrod király egyik tábornoka volt, akit egy csatában maga Shao Kahn ölt meg. Az akkor még csecsemő Raint Édenia megszállása alatta Külső Világba csempészték, itt nőtt fel. Az invázió alatt az egyesítés következtében a Földön találta magát. Itt megtámadta őt az egyik megszálló csapat, és felajánlották neki, hogy vagy közéjük áll, vagy meghal. Rain elfogadta az ajánlatot. Az invázió további részében azonban eltűnt és senki sem hallott róla utána évekig.

### Egy barát
Kitana a külső világi Tornán megpróbálta felvenni a kapcsolatot Liu Kanggel, hogy csatlakozhasson a földi harcosokhoz a mostohaapja elleni küzdelemben. Ezt látta a testvére, Mileena, aki megvádolta a császár elárulásával, majd rátámadt. Kitana megölte a húgát, de ennek szemtanúja volt annak szeretője, Baraka is. A tarkata foglyul ejtette Kitanát és gondoskodott róla, hogy a külső világi bíróság elé álljon. A bíróság halálra ítélte őt. A tárgyaláson azonban megtudott egy fontos dolgot: évezredek óta halott anyját Shang Tsung felélesztette a Földön, és mostohaapja ezt akarja kihasználni, hogy lerohanhassa a birodalmat. Kitana miután ezt megtudta, sikeres szökést kísérelt meg a palotából. Elindult a Földre, hogy figyelmeztesse Liu Kanget, aki iránt romantikus vonzalmat érzett mióta csak megismerte. Ugyanakkor meg kellett találnia Sindelt is, mivel tudta, hogy csak neki van esélye visszahozni anyja emlékeit és kitörölni lelkéből a Tsung által belétáplált gonoszságot.
Mikor megtudta, hogy a nevelt lánya megszökött, Shao Kahn utána küldte két szolgáját. Egyikük Jade volt, Kitana legjobb barátja, akinek azt mondta, hogy élve hozza vissza a hercegnőt. Kísérőjének Reptile-t adta. Jade viszont nem tudta, hogy valójában Reptile volt az igazi üldöző, aki azt a parancsot kapta, hogy ölje meg Kitanat. Jade csak azért kellett, mert ő ismerte legjobban a barátját, neki volt a legnagyobb esélye megtalálni a szökevényt.
Kitana eljutott a Földre, de még távol volt attól, hogy megtalálja az anyját. Rögtön elindult Sindel újjászületése helyének irányába, de a rengeteg megszálló csapat miatt nem tudott gyorsan haladni. Mielőtt még elérhette volna a nyugati partot, barátja Jade utolérte őt. Reptile lemaradt tőle, a háttérből figyelte a két nőt.
Jade nem tudta, hogy mit tegyen. Vívódott a császára iránti hűség és a legjobb barátjának elárulása között. Kitana látta barátjának habozását és kihasználta az alkalmat, hogy elmondja neki az otthonuk Édenia igaz történetét. Elmesélte neki az álmokat amiket látott: szülőföldjük bukását és a Külső Világba olvasztását, Jerrod király megölését, Sindel keserűségből elkövetett öngyilkosságát és lelkének meggyalázását. Hogy Shao Kahn miként fogadta örökbe Kitanát és teremtette meg az állítólagos ikertestvérét, akinek a megölése miatt ítélték a hercegnőt halálra. Elmondta Jade-nek, hogy találkozni akar az anyjával, akit Tsung felélesztett a Földön és vissza akarja állítani az emlékeit. Miután elmondta mindezt, megkérdezte Jade-et, hogy hajlandó-e mellé állni és elárulni Shao Kahnt. Jade hitt neki és elfogadta az ajánlatot.
Reptile végighallgatta a beszélgetésüket és amikor Jade beleegyezett, hogy segít Kitanának, a szaurin megtámadta őket. A két nő ellen nem sok esélye volt annak ellenére, hogy faját tartották az egyik legveszélyesebbnek a birodalmakban. A két nő otthagyta a halottnak hitt hüllőt, majd elindultak Sindel keresésére.
Bár Reptile csúnyán megsérült, de nem halt meg. Olyasvalaki találta meg, akiről sosem gondolta volna, hogy létezik. Megmentője magát Khameleonnak hívta, és közölte vele, hogy ő a szaurin faj utolsó nőstény egyede, míg Reptile az utolsó hím. Khameleon szerette volna, hogy fennmaradjon a fajuk, ezért magával vitte Reptile-t és meggyógyította őt. Reptile azonban nem maradt mellette. Miután felépült, visszament urához. Az elmúlt évek alatt elméje kezdett megbomlani, és csak a gazdája mellett érezte jól magát, nem izgatta fajának utolsó nősténye. Khameleon Reptile eltűnése után a hím szaurin után indult és éveken át kereste tovább abban a reményben, hogy az meggondolja magát...

### Sindel megváltása
Miután Kitana és Jade otthagyta Reptile-t, folytatták útjukat Sindel felé. Ketten együtt már könnyebben haladtak előre, az ellenséges csapatok nem jelentettek akadályt az összeszokott párosnak, akik ráadásul Shao Kahn legügyesebb orgyilkosai közé tartoztak. Hosszú útjuk során találkoztak a Kiválasztott Harcosokkal: Liu Kanggel, Kung Laóval és a halálból visszatért Johnny Cage-dzsel. Kitana elmondta nekik, hogy meg kell találniuk az anyját, ő jelentheti az egész invázió kulcsát. A harcosok megértették, mi foroghat kockán, ezért beleegyeztek abba, hogy segítenek az édeniai párosnak. Közös erővel elverekedték magukat Sindelhez és a hozzá kirendelt testőrséghez.
Míg a csapat legnagyobb része az őrökkel harcolt, Kitana szembetalálkozott régen meghalt anyjával. Sindel nem ismerte fel őt, mivel emlékei nagy részét elzárta Shang Tsung az újjászületésénél. A királynő rátámadt a lányára. Kitana a küzdelem során kétségbeesetten próbálta őt emlékeztetni a több, mint tízezer évvel ezelőtt szörnyűségekre és meggyőzni a királynőt, hogy valójában Shao Kahn az ellenség. Sindel nem hallgatott rá, sikerült a harc alatt kiütnie a hercegnőt. Ekkor érkezett meg Jade, aki a barátja testét látva a padlón azt hitte, Sindel megölte Kitanát. Elkeseredésében megvádolta a királynőt saját lányának megölésével. Heves érzelmei hatással voltak Sindelre: Kitanat maga előtt látva hirtelen megtört a rá bocsátott varázslat, visszatértek az emlékei. Tudta, hogy ki ő és hogy mi történt vele.
Az időközben magához tért Kitana ekkor gyorsan összefoglalta a királynő halála után történteket: a nevelését Shao Kahn alatt, Mileenat és a két birodalom között dúló háborút, ahol is Sindelt használta ürügyként a császár, hogy elfoglalja a Földi Birodalmat.
Miután végighallgatta lányát, Sindel beleegyezett, hogy segít nekik megdönteni Shao Kahn hatalmát és hogy visszaszerzik Édeniát a Külső Világ fennhatósága alól. A volt királynővel megerősödve a csapat a császári palota felé vette az irányt, hogy befejezzék a harcokat egyszer s mindenkorra.

### Shokanok és kentaurok
Sindel feltámadása már csak órák kérdése volt, és a császár tudta, hogy a volt felesége új élete kulcsfontosságú lesz eljövendő terveiben. Ezért elküldte a legjobb női harcosát, a shokan Sheevat, hogy legyen az újjászületett Sindel személyes testőrségének parancsnoka.
Sheeva elfogadta a megbízást, de közben azon gondolkozott, hogy mi lehet a császár valódi terve vele és egész népével. Mióta egy évvel azelőtt Goro herceg elbukott a Halálos Viadalon, Shao Kahn kegyvesztettként kezelte a shokanokat, akik évezredek óta háborúban álltak a kentaurokkal. Azóta a Torna óta az uralkodó a kentaurokat részesítette a kegyeiben, így azok sorra nyerték a csatákat a shokanok ellen. A Földre indított hadsereg élére is egy kentaurt nevezett ki, a faj legnagyobb harcosát, Motarot. Sheeva emiatt nem bízott az urában, de készséggel teljesítette a kapott parancsot, remélve azt, hogy így sikerül jobb színben beállítania faját Kahn előtt.
Miután megérkezett a Földre, elindult Sindel királynőhöz, hogy átvegye a testőrségének parancsnokságát. Bár útja nem kellett volna, hogy hosszan tartson, Sheeva valójában sosem ért el Sindelhez. Érkezése után nem sokkal ugyanis megtudta, hogy Shao Kahn nyíltan támogatta a kentaurokat egy shokan közösség lemészárlásában, és ő ezt már nem hagyhatta. Ezért útra kelt vissza a palotába, hogy leszámolhasson a császárral...
A Külső Világ seregének új főparancsnoka, Motaro a legnagyobb mértékben beváltotta az ura reményeit. Sikeres támadásokat tudtak intézni több ismeretlen Kiválasztott Harcos ellen, ezzel is gyengítve a Föld túlélésének esélyeit. A sereg megállíthatatlannak bizonyult egészen addig, amíg Motaro és egy kisebb csapata szembe nem került Liu Kanggel és a barátaival. A csapathoz ekkor már csatlakozott Sindel, Kitana, Jade és az istenségét feladó Raiden is. A csoport megütközött Motaro csapatával, és legyőzte azt. Motarot maga a bajnok győzte le, a kentaur alig tudott elmenekülni élve.
Bár legyőzték, Motaro nem adta fel a harcot. Tudta hogy esélye sincs a Kiválasztottak ellen, de az urát mindenáron értesíteni akarta Sindel árulásáról. Úton a palotába megtalálta az utcán heverve a súlyosan sérült Kanot, aki éppen csak túlélte a zuhanását a Sonya elleni harc után. Hogy csillapíthassa Shao Kahn dühét a bukása miatt, Motaro elvitte Kanot a palotába, ahol mágia segítségével meggyógyította a földi súlyos sebeit. Ekkor érkezett meg Sheeva is, aki látva a őt, dühében a faja elleni atrocitásokért rátámadt Motarora és megölte a meglepett kentaurt.
Motaro bukása után Sheeva Kano ellen fordult, de az még mielőtt a shokan nő odaért volna hozzá, felajánlotta neki a segítségét a császár ellen. Sheeva megbízott benne, együtt elmentek Kahn trónterméhez. Kano előre ment, hogy elterelje az uralkodó figyelmét. Sheevanak egy megbeszélt jelre kellett volna megtámadni a figyelmetlen Shao Kahnt. Az utolsó pillanatban Kano azonban elárulta. Kevés esélyt látott a shokan győzelmére, ezért figyelmeztette Kahnt a nő árulására. Majd megadta a jelet. Sheeva berontott a trónterembe, de Kahn hátulról őt lepte meg, kalapácsával bezúzta a koponyáját.
A császárnak még ideje sem volt letenni a fegyverét, amikor egyik szolgája értesítette őt, hogy Liu Kangék betörtek a palotába és közelítenek felé. Kahn úgy döntött, hogy a tróntermében fog sort keríteni a végső összecsapásra, Kano azonban ezt nem akarta kivárni. Bizonytalan volt a császár győzelmében, ezért inkább eltűnt onnan, hogy inkább a háttérből nézze végig az összecsapást.

### A Lótusz útja
Liu Kang már az invázió első pillanatától kezdve Shao Kahn csapatainak legfőbb célpontja volt. A császár megérkezése óta eltelt rövid idő alatt több támadás érte, mint az összes többi Kiválasztott Harcost együttvéve. Kétségtelenül ő volt a Föld legnagyobb harcosa és két Torna győztese is, de ha nem lettek volna társai, akkor könnyen meglehet, hogy elbukott volna a folyamatos támadások alatt.
Először csak shaolin társa, Kung Lao oldalán küzdöttek a túlélésért és hogy eljuthassanak a céljukhoz, a Raiden által kijelölt gyülekezőhelyhez. A nyugati parthoz közel csatlakozott hozzájuk a meghalt, de újjáéledt Johnny Cage is. Mielőtt pedig elérték volna céljukat, összefutottak a két édeniai nővel, Kitanával és Jade-del.
Kitana elmondta Liu Kangnek, hogy Sindel, akinek a feltámasztása szolgálta az ürügyet a császárnak a támadásra, valójában az anyja. A hercegnő biztosra vette, hogy képes lenne visszahozni a varázslat alatt lévő királynő emlékeit és ezáltal megszabadítani őt a Tsung által belétáplált gonoszságtól. Ha pedig Sindel átállna a földiek oldalára és Shao Kahn is legyőzetne, a Külső Világ uralkodójának nem volna többé joga folytatni az inváziót, az Idősebb Istenek akaratának megfelelően vissza kellene vonulnia.
Liu Kang elfogadta Kitana és Jade segítségét, együtt elindultak hogy megszabadítsák a halálból visszatért Sindelt. Eljutottak a királynőhöz, akit akkor már körülvettek a császár által küldött testőrei. Shao Kahn sem volt bolond, tudta, hogy visszatért felesége életben maradásán sok múlik, ezért egy válogatott testőrcsapatot állított fel a védelmére. Az ő vezetőjük lett volna Sheeva, aki azonban végül nem fogadta el a feladatot.
A csapatnak nem volt sok ideje taktikát kitalálni, a legegyszerűbb dolgot tették amit tehettek: a csapat legnagyobb része lefoglalta a testőröket és elszakította őket Sindeltől, hogy Kitananak legyen alkalma beszélni az anyjával. A terv bevált, a hercegnő végül Jade segítségével visszahozta Sindel emlékeit. A csapat így egy újabb taggal bővült, és elindult végső céljuk, Kahn palotája felé. Az odavezető út alatt csatlakozott hozzájuk Jax és Sonya is, és legnagyobb meglepetésükre Raiden is, aki az isteni voltát adta fel azért, hogy segíthessen harcosainak.
A palotában a kis csapat szembetalálta magát Shang Tsunggal és az Árnyékpapjaival. A kirobbanó küzdelemből Kung Lao ki tudott törni, és mivel látta, hogy barátai jól boldogulnak Tsungékkal, egymaga indult el, hogy leszámoljon Shao Kahnnal. Megtalálta őt a trónteremben és kihívta egy küzdelemre. Kahn elfogadta azt. A csata rövid volt és kegyetlen. Az uralkodó gyorsan Kung Lao fölé kerekedett, kis híján agyonverte a szerzetest. Mielőtt azonban lesújthatott volna ájult ellenfelére, megjelentek Lao barátai is, akik végül átverekedték magukat Tsung szolgáin, bár a varázsló maga elszökött amikor látta hogy vesztésre áll.
Látva barátja majdnem holt testét a földön, Liu Kanget ugyanaz az érzés töltötte el, mint amit a templomába visszaérkezve halott társainak látványakor. Eltökélt szándéka lett megállítani Shao Kahnt. Kihívta a császárt egy Halálos Viadalra, hogy ők ketten döntsék el a Föld végleges sorsát. Az ősi törvények értelmében Kahnnak el kellett ezt fogadnia vagy visszavonulnia a Földről. Kahn, bár a múltkor legyőzte őt Kang, ezúttal biztos volt a győzelmében, elfogadta a kihívást.
A Föld bajnokának nem volt könnyű dolga, élete addigi legnehezebb küzdelme várt rá, a császár a rengeteg földi ember lelkének megszerzése miatt erősebb volt mint valaha. Ráadásul a barátaira sem számíthatott, a küzdelemnek csak közte és Kahn között volt szabad lejátszódnia. Társai ezt nem akarták annyiban hagyni, segíteni akartak neki, Raiden azonban megakadályozta őket ebben, elmondta hogy minden csakis Liu Kangen múlik, vagy legyőzi a császárt vagy mindennek vége, nem tudnak tenni semmit. Így a végső küzdelem a Kiválasztott Harcosok és a nemrég megérkezett pár hívatlan vagy rejtőzködő szemtanú előtt zajlott le.
Maga a csata hosszan elhúzódott. Kang kétségtelenül fejlődött, köszönhetően a folyamatos támadásoknak amik az invázió alatt érték, de a császár erejét is jelentősen megnövelték a földiek lelkei. Ám a legendákba illő küzdelemnek csak egy győztese lehetett. A küzdelmen maguk az Idősebb Istenek bíráskodtak, ők nem álltak egyik oldalon sem, pártatlanul kellett megítélniük, ki a bajnok. Az elhúzódó küzdelemben nagy nehezen végül Liu Kang kerekedett felül, sikerült kifárasztania és megsebesítenie annyira a császárt, hogy az istenek végül őt tartsák meg a Torna bajnokaként. Shao Kahnnak fel kellett adnia az összes elrabolt lelket és a terveit is, amik a Földi Birodalom ellen irányultak. Az egyesítés félbeszakadt, a két birodalom gyorsan elkezdett távolodni egymástól. Az istenek mindenkit visszaküldtek abba a birodalomba, ahol az egyesülést megelőzően volt. A Föld megnyerte az utolsó Halálos Viadalt is.

### Utójáték egy háborúhoz
A Föld győzött, minden visszaállt a régi kerékvágásba. Az Idősebb Istenek kaput nyitottak a Kiválasztott Harcosoknak amin keresztül visszaküldték őket az immár különálló Földi Birodalomba. Mielőtt a portál bezárulhatott volna, a Külső Világban maradt Kitana még gyorsan elbúcsúzott Liu Kangtől, megköszönte neki hogy megmentette őket Shao Kahntól. Bár külön kellett válniuk, mindketten reménykedtek, hogy talán egy nap még találkozni fognak békésebb körülmények között…
A három Kiválasztott Harcos, akik sosem jutottak el oda, hogy részt vehessenek a végső összecsapáson, az invázió után visszatért az addigi életéhez. Nightwolf folytatta a történelmi kutatásait, ugyanakkor az események hatására behatóbban kezdett el foglalkozni a mágiával is, hogy ha legközelebb hasonló támadás érné a Földet, ő készen állhasson. Kabal, bár ezentúl mindig a légzőkészülékére szorult, visszament az egyre fogyatkozó Fekete Sárkányba, hogy tehessen valamit a szervezet túlélése érdekében. Visszaúton azonban összefutott a Vörös Sárkány vezetőjével, Mavadoval... Kurtis Stryker élete jelentősen megváltozott az eltelt események miatt. Tudván a Külső Világ létezéséről, úgy érezte, hogy tennie kell valamit, hogy megvédje hazáját az ilyen fenyegetések ellen. Szerencséjére a kormány is így gondolkodott, Stryker ezért be tudott állni az Újonnan alakult Külvilág Felügyelő Ügynökségbe.
Sub-Zero a visszatérése után folytatta a renegát harcos életét. Nem ment vissza klánjába, tudta hogy azok továbbra is üldözni fogják. Üldözői közül Smoke a Külső Világban ragadt, a császár palotájának pincéjében porosodott még évekig. Sektort megtalálta és megjavította a Lin Kuei és újra kiküldte, hogy ölje meg őt.
Cyraxre Jax és Sonya talált rá a sivatagban. A két Különleges Alakulatos az invázió után lehetőséget kapott a kormánytól, hogy mégis csak felállíthassanak egy szervezetet, ami a többi birodalmat felügyeli. Az invázió alaposan megváltoztatta a véleményüket...
A két barát megalapította a Külvilág Felügyelő Ügynökséget. Kaptak egy föld alatti bázist, ahonnan fejlett technológia segítségével kapukat nyithattak más birodalmakba, hogy felderíthessék azokat. Nem sokkal az új bázisba való berendezkedés után az Ügynökség furcsa jelzést észlelt egy ázsiai sivatagból, Jax és Sonya maga ment ki ellenőrizni azt. Megtalálták Cyraxet. Visszavitték a bázisra és átprogramozták, hogy a segítségükre legyen. A folyamat alatt Cyrax a tudatára ébredt és legnagyobb meglepetésére Smoke-hoz hasonlóan ő is visszakapta a lelkét. Hálából amiért megmentették, a kiborg beállt az Ügynökségbe.
M
ivel az Idősebb Istenek mindent az egyesítés előtti állapotba rendeztek vissza, ezért Johnny Cage kénytelen volt ismét visszamenni a Mennyekbe. Mielőtt újra meghalt volna, csak arra maradt ideje, hogy elbúcsúzzon barátaitól. Raiden szintén a Mennyekbe ment, de ő azért, mert visszakapta istenségét, így ő maradhatott a Föld őrzője az ellenséges birodalmak ellen.
Shao Kahn bukása után a három édeniai, Sindel királynő, Kitana hercegnő és legjobb barátja Jade, kihasználta a császár bukása után támadt káoszt és elszakította azt a mágikus köteléket, ami Édeniát a Külső Világ részévé tette. A Földhöz hasonlóan az a birodalom is elkezdett ettől visszaváltozni abba az állapotába, amiben több ezer évvel azelőtt volt. Ők hárman aztán visszatértek hazájukba, hogy megkezdjék annak újjáépítését.
Shao Kahn legyőzetésének híre gyorsan terjedt a Külső Világban. Az uralkodó bukásának hallatán seregének jó része fellázadt ellene és otthagyta őt. A maradék haderő élére kétségbeesett tervként Kanot állította, aki meglepő módon hűségesen és jól szolgálta új urát. Sikeresen megtartotta a császár fennhatóságát a birodalom egy részén, de akkorra már az uralkodó hatalma meglehetősen megfogyatkozott, a Külső Világ ura elvesztette befolyása nagy részét. Mivel ezzel a bukással is Shang Tsungot hibáztatta, amiért az nem tudta teljesen a szolgálatába állítani Sindelt, bebörtönöztette a varázslót, és csak akkor engedte ideiglenesen szabadon, ha szüksége volt rá.
Miután legyőzte Shao Kahnt és megmentette a Földet, Liu Kang elvitte Kung Laót a Wu Shi Akadémiára és az ottani szerzetesek gondjaira bízta. Ezután elutazott vissza Amerikába, hogy ott új harcosokat találjon, akik megvédhetik a Földet a jövőbeli támadásoktól. Itt ismerkedett meg a fiatal harcossal, Kai-al, akit személyesen kezdett el edzeni, nagy lehetőséget látott az Afrikából származó ifjúban.
Akárcsak Johnny Cage-nek, Scorpionnak is vissza kellett mennie a halálba, csak ő az Árnybirodalomba tartozott. A szellem elfogadta sorsát, bár nem is tudott volna ellene mit tenni.
Nem ő volt az egyetlen aki visszatért a sötét birodalomba. Miután elvégezték dolgukat és győzelemre vezették az egyik birodalmat miközben annyi dolgot tudtak meg ellenfeleikről amennyit csak lehet, Noob Saibot és Mileena is visszamentek urukhoz, Shinnokhoz. Shinnok örömmel vette tudomásul, hogy Shao Kahn elbukott és hogy Édenia kivált a Külső Világból.
Így számára könnyebb volt a két különálló birodalom ellen vonulni, mintha azok még mindig egyek lettek volna. Nem sokkal tehát a Liu Kang és Shao Kahn közötti csata vége után Shinnok végre mozgásba indíthatta tervét, amivel beteljesíthette több millió éves bosszúvágyát. És a Földnek hamarosan ismét szüksége lett a legkiválóbb Kiválasztott Harcosokra...

## Érdekességek
- A játékban Noob Saibot csak egy "fekete Kano", mivel a játékban nincs rendes nindzsa karakter.
- Smoke feloldható karakter ugyan, de harcolni is lehet ellene VS módban.

## Fogadtatás
Bár a játék nagy sikereket ért el, a rajongók hiányoltak néhány, korábbi részben feltűnt karaktert, akik most hiányoztak. Továbbá nagy visszhangot és utálatot váltott ki a kiborg nindzsák és a sok felesleges karakter szerepeltetése. A rajongók nem tetszése odáig fajult, hogy az Ultimate Mortal Kombat 3-ban visszahelyezték a régi szereplőket is, Johnny Cage és Raiden kivételével.
A Mortal Kombat 3-ban, a karakterek mozgásának lemodellezéséhez új színészeket kértek fel, mivel a régieknek a jogdíjviták miatt el kellett hagyniuk a Midway-t. Ho Sung Pak (Liu Kang és az eredeti Shang Tsung), Phillip Ahn (a második Shang Tsung), Elizabeth Malecki (Sonya Blade), Katalin Zamiar (Kitana/Mileena/Jade) és Dan Pesina (Johnny Cage és Scorpion/Sub-Zero/Reptile/Smoke/Noob Saibot) nem vettek részt a Mortal Kombat 3 szereplőinek lemodellezésében, helyettük ott volt Eddie Wong (Liu Kang), Kerri Hoskins (Sonya Blade) és John Turk (Shang Tsung és Sub-Zero). Az Ultimate Mortal Kombat 3-ban a férfinindzsákat John Turk játszotta, míg a női nindzsákat (Kitana, Mileena és Jade) Becky Gable alakította. Johnny Cage-et Chris Alexander játszotta a Mortal Kombat Trilogy-ban.